# Jean-Noël Ferrari
Jean-Noël Ferrari (Nice, 7 de setembro de 1974) é um esgrimista francês, campeão olímpico.
Jean-Noël Ferrari representou seu país nos Jogos Olímpicos de Verão de 2000 e 2004 e 2008. Conseguiu a medalha de ouro Florete por equipe em 2000.